# Campionato russo maschile di pallanuoto
Il campionato russo maschile di pallanuoto è l'insieme dei tornei pallanuotistici maschili nazionali per club organizzati dalla Federacijaa Vodnogo Polo Rossij, la federazione russa di pallanuoto.
Il primo torneo è stato organizzato dal 1992, all'indomani dell'indipendenza della Federazione russa. La squadra più titolata, con tredici affermazioni, è lo Spartak Volgograd. Se invece si tiene conto anche delle edizioni dell'antica Unione Sovietica, la squadra più titolata nel complesso è il CSK VMF Mosca con ventidue affermazioni (di cui però una sola dalla dissoluzione dell'URSS), e la Dinamo Mosca con venti affermazioni totali (nove volte campione di Russia).

## Campionato nazionale
Prendono parte al campionato 12 squadre (11 nel 2013-14) che vengono inizialmente divise in quattro gironi: A, B, C e D. Nella prima fase le squadre inserite nei gironi A e B si affrontano fra di loro, e così fanno anche le squadre incluse nei gironi C e D. Nella seconda fase viene sfruttato lo stesso meccanismo con le accoppiate A-C e B-D, così come nella terza fase (A-D e B-C). Ciascuno dei sei eventi (due per ogni fase) viene disputato in una sede unica in pochi giorni, e la formula è pensata per evitare alle squadre gli spostamenti chilometrici che invece sarebbero necessari in un classico girone all'italiana.
Alla conclusione delle tre fasi preliminari ogni squadra avrà affrontato tutte le altre, e la classifica globale determina quali squadre si qualificano ai playoff per il titolo, e quali squadre disputano gli spareggi per i piazzamenti.

## Albo d'oro
| Edizione | Vincitore         | Secondo posto     | Terzo posto       |
| -------- | ----------------- | ----------------- | ----------------- |
| 1992-93  | CSK VMF Mosca     | AZLK Moskovich    | Torpedo Mosca     |
| 1993-94  | Dinamo Mosca      | CSK VMF Mosca     | Spartak Volgograd |
| 1994-95  | Dinamo Mosca      | Spartak Volgograd | CSK VMF Mosca     |
| 1995-96  | Dinamo Mosca      | Spartak Volgograd | CSK VMF Mosca     |
| 1996-97  | Spartak Volgograd | Dinamo Mosca      | CSK VMF Mosca     |
| 1997-98  | Dinamo Mosca      | Spartak Volgograd | CSK VMF Mosca     |
| 1998-99  | Spartak Volgograd | CSK VMF Mosca     | Dinamo Mosca      |
| 1999-00  | Dinamo Mosca      | Spartak Volgograd | CSK VMF Mosca     |
| 2000-01  | Dinamo Mosca      | Spartak Volgograd | CSK VMF Mosca     |
| 2001-02  | Dinamo Mosca      | Spartak Volgograd | CSK VMF Mosca     |
| 2002-03  | Spartak Volgograd | Šturm             | Dinamo Mosca      |
| 2003-04  | Spartak Volgograd | Šturm             | CSK VMF Mosca     |
| 2004-05  | Šturm             | Spartak Volgograd | Sintez Kazan'     |
| 2005-06  | Šturm             | Sintez Kazan'     | Dinamo Mosca      |
| 2006-07  | Sintez Kazan'     | Šturm             | Spartak Volgograd |
| 2007-08  | Šturm             | Sintez Kazan'     | Spartak Volgograd |
| 2008-09  | Šturm             | Spartak Volgograd | Sintez Kazan'     |
| 2009-10  | Spartak Volgograd | Sintez Kazan'     | Šturm             |

| Edizione | Vincitore         | Secondo posto     | Terzo posto       |
| -------- | ----------------- | ----------------- | ----------------- |
| 2010-11  | Spartak Volgograd | Šturm             | Sintez Kazan'     |
| 2011-12  | Spartak Volgograd | Sintez Kazan'     | Šturm             |
| 2012-13  | Spartak Volgograd | Sintez Kazan'     | Šturm             |
| 2013-14  | Spartak Volgograd | Sintez Kazan'     | Dinamo Mosca      |
| 2014-15  | Spartak Volgograd | Dinamo Mosca      | Dinamo Astrachan' |
| 2015-16  | Spartak Volgograd | Sintez Kazan'     | Kinef Kiriši      |
| 2016-17  | Spartak Volgograd | Sintez Kazan'     | Dinamo Mosca      |
| 2017-18  | Dinamo Mosca      | Spartak Volgograd | Sintez Kazan'     |
| 2018-19  | Dinamo Mosca      | Spartak Volgograd | Sintez Kazan'     |
| 2019-20  | Sintez Kazan'     | Spartak Volgograd | Dinamo Mosca      |
| 2020-21  | Sintez Kazan'     | Dinamo Mosca      | Spartak Volgograd |
| 2021-22  | Sintez Kazan'     | Spartak Volgograd | Dinamo Astrachan' |
| 2022-23  | Spartak Volgograd | Sintez Kazan'     | Vostok Mosca      |
| 2023-24  | Sintez Kazan'     | Spartak Volgograd | Dinamo Astrachan' |
| 2024-25  | Sintez Kazan'     | Spartak Volgograd | Dinamo Astrachan' |

## Vittorie per squadra
| Squadra           | 1° | 2º | 3º | Podi |
| ----------------- | -- | -- | -- | ---- |
| Spartak Volgograd | 13 | 14 | 4  | 31   |
| Dinamo Mosca      | 9  | 3  | 6  | 18   |
| Sintez Kazan'     | 6  | 9  | 5  | 20   |
| Šturm             | 4  | 4  | 3  | 11   |
| CSK VMF Mosca     | 1  | 2  | 8  | 11   |
| AZLK Moskovich    | 0  | 1  | 0  | 1    |
| Dinamo Astrachan' | 0  | 0  | 4  | 4    |
| Torpedo Mosca     | 0  | 0  | 1  | 1    |
| Kinef Kiriši      | 0  | 0  | 1  | 1    |
| Vostok Mosca      | 0  | 0  | 1  | 1    |